# Первомайское (Первомайский район, Алтайский край)
Первома́йское — село в Первомайском районе Алтайского края России, административный центр сельского поселения Первомайский сельсовет.

## География
Расположено на правом берегу реки Повалиха, в 46 км к северу от районного центра, города Новоалтайска, железнодорожной станции Алтайская, и в 68 км к северо-востоку от Барнаула.
Уличная сеть
В населённом пункте существует 36 улиц: А.М.Крюкова, Боровая, Гагарина, Заготзерно, им. М.М.Сироты, им. О.В.Гавриленко, им. Силиной, Интернациональная, Калинина, Кирова, Комарова, Космонавтов, Красный Октябрь, Ленина, Лесная, Луговая, Мира, Молодежная, Партизанская, Первомайская, Плотникова, Пролетарская, Рабочая, Садовая, Свердлова, Соболева, Советская, Солнечная, Строительная, Сурсина, Фабричная, Центральная, Чапаева, Чернова, Школьная, Юбилейная.
Пять переулков: Юбилейный, 1-й Ленина, 2-й Ленина, Боровой, Дорожный.
Один микрорайон: Комсомольский.
Рельеф
Ландшафт преимущественно равнинный, однако в некоторых местах встречаются холмы. 
Климат
Село находится в умеренно-континентальном климатическом поясе, как и весь Первомайский район Алтайского края, а это значит, что: 
- лето жаркое,
- зима холодная,
- осадки больше приходятся на тёплое время года,
- часто бывает засуха летом, а зимой — морозные дни.

## История
Основано в 1776—1777 годах. За время существования, село не раз меняло статус и имя. Первоначально называлось Андреевское (как вариант — Андреевка), затем было переименовано в Средне-Краюшкино (в просторечии — Краюшкино), также называлось село и деревня Малая Краюшкина. Первоначальное название связано с фамилией одного из первых поселенцев (по рассказам старожилов): «Образовал заимку Андрей Краюшкин». 
В 1935 году село стало административным центром Краюшкинского района.
Современное название появилось в 1960 году, когда Указом Президиума Верховного Совета РСФСР Краюшкинский район был переименован в Первомайский район, а посёлок Средне-Краюшкино — в посёлок Первомайский.
В 1963 году Первомайский район был временно упразднён. Вновь восстановлен в 1964 году с центром в городе Новоалтайске.

## Население
| 1959  | 1997  | 1998  | 1999  | 2000  | 2001  | 2002  | 2003  | 2004  |
| ----- | ----- | ----- | ----- | ----- | ----- | ----- | ----- | ----- |
| 3732  | ↗5048 | ↗5188 | ↗5291 | ↗5390 | ↘5230 | ↗5242 | ↘5219 | ↘5151 |
| 2005  | 2006  | 2007  | 2008  | 2009  | 2010  | 2011  | 2012  | 2013  |
| ↘5125 | ↘4949 | ↗4960 | ↗5039 | ↗5053 | ↘4796 | ↘4795 | ↗4841 | ↘4821 |
| 2021  |       |       |       |       |       |       |       |       |
| ↘4070 |       |       |       |       |       |       |       |       |

## Известные уроженцы, жители
- Юрий Тихонович Бражников (р. 1 января 1936, Западно-Сибирский край) — советский военачальник, командующий ПВО Закавказского военного округа (1984—1985), первый заместитель командующего войсками ордена Ленина Московского округа ПВО (1985—1987), генерал-лейтенант.

## Экономика и социальная сфера
В селе имеются птицефабрика, несколько десятков предприятий, фирм и организаций различных форм собственности и направлений: сельскохозяйственные, перерабатывающие, обслуживающие и другие. Развита торговая и коммунальная сети, имеется районная больница, поликлиника, досуговые и развлекательные центры, библиотека.